# Bạc má tối màu
Bạc má tối màu, tên khoa học Melaniparus funereus, là một loài chim trong họ Paridae.